# Поникве (Огулин)
Поникве су насељено мјесто града Огулина, у Карловачкој жупанији, Република Хрватска.

## Географија
Поникве се налазе око 20 км сјеверно од Огулина.

## Прошлост
Поникве су насељене 1658. године Србима из Усоре, у Босни.
Православна црква посвећена Св. Преображенију грађена је 1812. године. Црквене матрикуле се воде од 1835. године.
У месту је 1827. године била парохија манастира Гомирје, а службовали су калуђери.
Године 1905. ту живи 1205 православних Срба у 153 дома. Ради једна комунална школа, са 62 ђака, којима предаје Никола Сапара учитељ. Парох је калуђер, јеромонах Димитрије Поповић, родом из Врховина.

## Становништво
Према попису становништва из 2011. године, насеље Поникве је имало 98 становника.
| Националност       | 1991. | 1981. | 1971. | 1961. |
| Срби               | 174   | 249   | 396   | 474   |
| Југословени        |       | 27    |       | 3     |
| Хрвати             | 1     | 2     | 2     | 2     |
| остали и непознато | 4     | 14    | 8     | 4     |
| Укупно             | 179   | 292   | 406   | 483   |

| Демографија | Демографија | Демографија |
| Година      | Становника  | Становника  |
| ----------- | ----------- | ----------- |
| 1961.       | 483         |             |
| 1971.       | 406         |             |
| 1981.       | 292         |             |
| 1991.       | 179         |             |
| 2001.       | 159         |             |
| 2011.       |             | 98          |